# Dino Medjedovic
Dino Medjedovic (* 13. Juni 1989 in Sarajevo, SFR Jugoslawien) ist ein ehemaliger österreichischer Fußballspieler.

## Karriere
Medjedovic kam in den Wirren des Balkankrieges mit seiner Familie nach Österreich. Seine Fußball-Laufbahn begann er in den Jugendabteilungen von SK Admira Linz und LASK Linz. Mit 18 Jahren wechselte er zum niederländischen Zweitligisten AGOVV Apeldoorn. In der Jupiler League kam er zwischen 2007 und 2009 auf 20 Spiele und ein Tor. In der Saison 2009/10 spielte er für MFK Karviná in der Druhá liga, der zweithöchsten Spielklasse in Tschechien. 2010 kehrte er nach Österreich zurück und schloss sich dem FC Blau-Weiß Linz aus der Regionalliga Mitte an.
2012 ging Medjedovic nach Deutschland und spielte für den SC 07 Idar-Oberstein in der Regionalliga Südwest. 2013 wechselte der 1,85 m große Mittelfeldspieler zur TSG Neustrelitz in die Regionalliga Nordost. Von 2014 spielte er zwei Jahre für den VfL Wolfsburg II und wurde dort mit 23 Treffern Torschützenkönig und Meister der Regionalliga Nord 2015/16.
Zur Saison 2016/17 wechselte Medjedovic zum Drittligisten SC Paderborn 07. Nach nur einem halben Jahr bei den Ostwestfalen lösten der SC und Medjedovic den Vertrag im Jänner 2017 bereits wieder auf. Es folgten halbjährliche Gastspiele in Mazedonien bei KF Shkëndija und auf Zypern bei Aris Limassol, ehe Medjedovic im Jänner 2018 nach Deutschland zurückkehrte und sich dem Regionalligisten Wacker Nordhausen anschloss. Ab der Saison 2019/20 spielt er nur noch für die zweite Mannschaft Wackers in der NOFV Oberliga-Süd.
Daraufhin kehrte er im Februar 2020 nach Österreich zurück und wechselte zum Regionalligisten ATSV Stadl-Paura. Im Jänner 2021 schloss er sich dem viertklassigen SV Bad Schallerbach an. Dann folgte der TSV Ottensheim und im Dezember 2023 beendete Medjedovic beim ASKÖ Neue Heimat seine aktive Karriere.